# Remplingen
Remplingen (norwegisch für Kalb) ist ein 2650 m hoher Berg im ostantarktischen Königin-Maud-Land. Im Mühlig-Hofmann-Gebirge ragt er am nördlichen Ende des Langfloget auf.
Norwegische Kartographen, die ihn auch benannten, kartierten ihn anhand von Luftaufnahmen und Vermessungen der Dritten Norwegischen Antarktisexpedition (1956–1960).